# The Fog Warning
The Fog Warning est un tableau réalisé par le peintre américain Winslow Homer en 1885. Cette huile sur toile date de l'époque où Homer a quitté New York depuis 1883, et s'est installé à Prouts Neck (en), un petit village côtier, près de Scarborough, habité de quelques pêcheurs et entouré de fermes. Il y fait construire un atelier à une centaine de mètres de la plage. C'est là qu'il a fini ses jours en 1910.
C'est une marine qui représente un pêcheur en ciré dans un doris chargé de flétans alors qu'il se retourne avec inquiétude, profitant d'une vague, vers un voilier lointain qu'il cherche à rejoindre à la rame. La mer est agitée et le doris se balance haut sur les vagues, ce qui montre clairement que le voyage de retour nécessitera un effort physique considérable. Mais plus menaçant est l’approche du banc de brouillard. 
Les descriptions contemporaines de l’industrie de la pêche en Nouvelle-Angleterre montrent clairement que le sort du protagoniste – le danger de perdre de vue son navire – était un événement bien trop familier.
Don anonyme en 1894, l'œuvre est conservée au musée des Beaux-Arts de Boston, dans le Massachusetts.